# (1918) Aiguillon
(1918) Aiguillon és l'asteroide número 1918. Va ser descobert per l'astrònom G. Soulie des de l'observatori de Bordeus (França), el 19 d'octubre de 1968. La seva designació provisional era "1968 ua". Va rebre el nom en record de la població francesa d'Agulhon
Orbita al voltant del Sol, dins la llacuna de Kirkwood, a una distància de 2,8-3,6 ua una vegada cada 5 anys i 9 mesos (2.085 dies). La seva òrbita té una excentricitat de 0,13 i una inclinació de 9° respecte el pla de l'eclíptica. Un primer predescobriment es va obtenir a l'Observatori Palomar el 1954, catorze anys abans del seu descobriment oficial.